# Bund der Versicherten
Der Bund der Versicherten e. V. (BdV) ist eine gemeinnützige Verbraucherschutzorganisation mit Sitz in Hamburg, die für die Rechte von Verbrauchern im Versicherungswesen eintritt. Seit dem 2. Dezember 2015 ist der BdV Mitglied des Verbraucherzentrale Bundesverband. Der Verein hat rund 45.000 Mitglieder.

## Verein
Der Verein wurde am 24. Februar 1982 in Hamburg gegründet. Der Eintrag erfolgte am 24. März 1982 ins Vereinsregister. Der unabhängige Verein wurde anfangs ausschließlich durch Mitgliedsbeiträge finanziert.
Der Vereinszweck umfasst die Wahrnehmung von Interessen der Versicherten, die Information von Verbrauchern und die Beseitigung von Missständen im Versicherungswesen. Zum Angebot des Vereins gehören Infoblätter zu verschiedenen Versicherungsarten sowie umfangreiche Broschüren, die kostenlos auch online zur Verfügung gestellt werden. Genutzt werden können auch Tools zur Ermittlung des Versicherungsbedarfs, Musterbriefe an die Versicherer und ein Lebens- und Rentenversicherungsrechner, mit dem ermittelt werden kann, ob es sich lohnt den Vertrag fortzuführen.
Der BdV gehört zu den in die Liste nach § 4 des Unterlassungsklagengesetzes (UKlaG) eingetragenen Abmahnvereinen. Er erstreitet in Form von Musterprozessen die Rechte der Versicherungsnehmer. Hier konnte der Verein in den vergangenen Jahren zahlreiche Erfolge verbuchen.
Regelmäßig unterstützt der Verein zum Teil wesentliche Klagen von Versicherungskunden gegen Versicherungsunternehmen. Besonders kapitalbildende Lebensversicherungen sieht der BdV als intransparente und für die Mehrzahl der Verbraucher ungeeignete Versicherungsform an und rät generell zu einer Trennung von Kapitalanlage und Risikoabsicherung. Bereits im Jahr 1983 wies das Landgericht Hamburg eine Klage des Verbandes der Lebensversicherungsunternehmen gegen die Aussage des Vereins „Kapitallebensversicherungen sind legaler Betrug“ als unbegründet ab, da es sich hierbei um eine zulässige Meinungsäußerung handele. Zwischen 2001 und 2005 wurden wesentliche Kritikpunkte an der Lebensversicherung zu Rückkaufswerten und Überschussbeteiligung durch Urteile des Bundesgerichtshofs und des Bundesverfassungsgerichts rechtlich berücksichtigt und führten letztlich zu einer rechtlichen Neuregelung im Versicherungsvertragsgesetz.
Mitglieder erhalten darüber hinaus Zugang zu sogenannten Gruppenversicherungen, das sind Versicherungsverträge mit unterschiedlichen Anbietern zu vom BdV nach den eigenen Grundsätzen ausgehandelten Konditionen und Versicherungsbedingungen, die provisionsfrei vom BdV vermittelt werden.
Seit 1993 wird alljährlich eine Wissenschaftstagung zu versicherungsrelevanten und verbraucherpolitischen Themen ausgerichtet. Zielgruppe sind Teilnehmer aus Versicherungswirtschaft, Politik, Medien, Verbraucherschutz und Wissenschaft. Die Tagung wird konzipiert von einem wissenschaftlichen Beirat.

## Aktuelle Entwicklung
Der BdV finanziert sich aus Mitgliedsbeiträgen, Beiträgen aus Fördermitgliedschaften und Spenden. Der BdV unterhält zwei Tochtergesellschaften, über die er für die Mitglieder die Betreuung der Gruppenversicherungen (BdV Mitgliederservice GmbH) und die Versicherungsberatung (BdV Verwaltungs GmbH) organisiert.

### Machtkampf um Ausrichtung des Vereins (2006–2013)
Ab 2006 fand ein Machtkampf um die Ausrichtung des Vereins statt. Dabei ging es unter anderem darum, ob der Verein sich darauf konzentriert, für seine Mitglieder günstige Gruppenversicherungen auszuhandeln und anzubieten oder politisch nachdrücklicher agiert und z. B. Musterklagen gegen Versicherungsunternehmen führt bzw. unterstützt oder Lobbyarbeit bei einschlägigen Gesetzesvorhaben betreibt. Im Zuge der Auseinandersetzungen wurde ein Aufsichtsrat eingerichtet und Vorstandsmitglieder abberufen bzw. es legten in der Folge andere Vorstandsmitglieder ihr Mandat nieder. Teilweise wurde die Entwicklung flankiert durch Offene Briefe von abberufenen oder ausgeschiedenen Vorstandsmitgliedern und vom Betriebsrat sowie Erklärungen des jeweiligen Vorstands. Höhepunkt war die außerordentliche Mitgliederversammlung am 14. September 2013. Auf dieser wurden die verbliebenen Aufsichtsräte Horst Gobrecht und Franz-Theodor Schadendorf abberufen und durch die drei neuen Aufsichtsräte Edda Castelló, Oskar Durstin und Peter Schütt ersetzt. Damit wurde der Machtkampf entschieden, zugunsten einer politisch aktiveren Ausrichtung.

### Versicherungskäse des Jahres
Am 1. Juni 2015 hat der Verein erstmals einen Preis für das schlechteste Versicherungsprodukt des Jahres ausgelobt. Dieser wird seitdem im Rahmen der jährlichen Wissenschaftstagung vergeben. Gewinner im ersten Jahr der Preisvergabe war die Allianz mit dem Produkt „Rund um den Arenabesuch“.

### Verbandsklagen
Der Bund der Versicherten ist einer der 56 qualifizierten Verbraucherverbände in Deutschland, die eine Musterfeststellungsklage oder Abhilfeklage durchführen dürfen.